# ODBミニストリーズ
ODBミニストリーズ（英語: Our Daily Bread Ministries）はアメリカ合衆国ミシガン州グランドラピッズに本社を置くキリスト教系番組プロダクション、出版社。世界中で利用されるデボーション・ガイド「デイリーブレッド」の発行をしている。
2020年現在、世界にある38の事業所から150カ国に58言語で常時6,000部以上の信仰書を提供している。

## 沿革
前身であるデトロイト・バイブル・クラス（Detroit Bible Class）は1938年、米国のラジオ番組として始まった。その後ラジオ・バイブル・クラス（RBC : Radio Bible Class）として改称し、1994年にRBCミニストリーズ（RBC Ministries）と社名を変更。2015年から現社名に変更した。
日本オフィスである有限会社デイリーブレッドは1999年に奈良県生駒市に設立。翌年12月から日本語版「デイリーブレッド」の発行を始めた。

### 年表
- 1938年 ラジオ番組「デトロイト・バイブル・クラス」放送開始[3]。
- 1941年 「デトロイト・バイブル・クラス」の名称が「ラジオ・バイブル・クラス」に変更。
- 1956年 デボーションガイド「Our Daily Bread」出版開始。
- 1959年 最初の国外事業所がカナダのオンタリオ州ウィンザーに開設。
- 1965年 ラジオ番組「ラジオ・バイブル・クラス」の放送局が600に到達。
- 1968年 テレビ番組「デイ・オブ・ディスカバリー（Day of Discovery）」放送開始。
- 1994年 「RBCミニストリーズ（RBC Ministries）」に社名変更。
- 1995年 RBCミニストリーズの公式サイトが公開。ウェブ配信開始。
- 2011年 「デイリーブレッド」のモバイルアプリが配信開始。
- 2015年「アワー・デイリーブレッド・ミニストリーズ（Our Daily Bread Ministries）」に社名変更

## 活動拠点
2020年現在、世界37カ国の事業所から150カ国に常時6,000部以上の信仰書を提供している。
事業所のある国と地域は以下の通り（アルファベット順）。

### アフリカ地域
- ケニア
- ナイジェリア
- 南アフリカ共和国
- ジンバブエ

### 米州地域
- アルゼンチン
- ブラジル
- カナダ
- コロンビア
- ガイアナ
- ホンジュラス
- ジャマイカ
- メキシコ
- ペルー
- トリニダード・トバゴ
- アメリカ合衆国

### アジア地域
- 香港
- インド
- インドネシア
- 日本
- マレーシア
- ミャンマー
- フィリピン
- シンガポール
- スリランカ
- 台湾
- タイ

### オセアニア地域
- オーストラリア
- フィジー
- ニュージーランド

### ヨーロッパ地域
- ベラルーシ
- アイルランド
- ポルトガル
- ロシア
- スペイン
- ウクライナ
- イギリス